# Золотий Єрусалим
«Золотий Єрусалим» (івр. ירושלים של זהב, Єрушалаїм шель Загав) — дуже популярна ізраїльська пісня, написана Наомі Шемер у 1967 році, також неофіційний гімн Ізраїлю, що часто контрастує з світською «Хатіквою». В оригінальній пісні зображається єврейська народна двотисячолітня туга за поверненням до Єрусалиму. Заключний куплет Шемер додала після Шестиденної війни, для того щоб відсвяткувати возз'єднання Єрусалиму, який 19 років перебував під контролем Йорданії.

## Історія
Наомі Шемер написала оригінальну пісню для ізраїльського Свята пісні (не для конкурсної програми, а на окреме замовлення мера міста Тедді Колека), що відбулося 15 травня 1967 року в ніч після дев'ятнадцятого Дня незалежності Ізраїлю. На роль виконавиці авторка вибрала невідому тоді Шулі Натан.
Дещо з мелодії пісні засноване на використанні баскської колискової «Pello Joxepe [Архівовано 29 травня 2014 у Wayback Machine.]» (Pello є типовим баскським ім'ям, але назва також може означати Обдурений Йосип), складеної Хуаном Франциско Петріарена «Xenpelar» (1835—1869). Шемер почула цю мелодію у виконанні співака й композитора Пако Ібаньєса, який відвідав Ізраїль у 1962 році і виконував її. Шемер дуже засмутилася, коли виявила, що її пісня схожа на Pello Joxepe, однак коли Ібаньєса запитали, як він ставиться до цього питання, той відповів, що «радий допомогти в деякому смислі», він не злиться і не сприймає це як плагіат.
У той час Старе Місто як і раніше контролювалося Йорданським Хашимітським Королівством і перебувало під його суверенітетом. Євреям був заборонений ухід до Старого міста і до всієї його східної частини; вони втратили свої будинки, майно і стали біженцями. Всі євреї були відсторонені від повернення до районів, що знаходилися під контролем Йорданії, і численні святі місця у той час були спаплюжені та пошкоджені. Лишень за три тижні після публікації твору Шемер відбулася Шестиденна війна, і пісня стала духозбурним бойовим кличем Армії оборони Ізраїлю. Шемер сама співала її для військ перед війною і фестивалем, що робить військовиків одними з перших у світі, хто почув її.
7 червня ЦАХАЛ відбив у йорданців Східний Єрусалим і Старе місто. Коли Шемер почула спів «Золотого Єрусалиму» у виконанні десантників біля Західної стіни, вона написала заключний куплет, що протистоїть мінорному настрою другого куплета. Рядок про шофар, що звучить Храмовій горі, є посиланням на подію, яка насправді відбулася того дня.

## Теми
Багато в тексті належить до традиційних єврейських поезій і тем, зокрема, історія з вигнанням євреїв і туга за Єрусалимом. «Золотий» у назві пісні відсилає до особливого виду ювелірних виробів, згаданого в знаменитій талмудичній легенді про раббі Аківу; рядок «Я — скрипка для всіх твоїх пісень» є посиланням на Zion ha-lo Tish'ali, одну з «Пісень Сіона» рабина Єгуди Галеві: «Я кричу як шакал, коли думаю про своє горе; але, мріючи про кінець полону, я наче арфа для ваших пісень».
Вірш зітканий зі скорботних біблійних розповідей про руйнування Єрусалиму і подальше вигнання єврейського народу. «Місто, яке сидить на самоті» походить від першого вірша Плачу Єремії; Перше слово після першого приспіву איכה (скорботний вигук «Як?») є першим словом тієї ж книги. «Якщо я забуду тебе, Єрусалиме» є цитатою з Псалма 136, тобто «Якщо я забуду за тебе, о Єрусалиме, хай забуде за мене правиця моя!». Це контрастує з радісним поверненням із заслання в четвертому куплеті.

## Текст
| Текст на івриті | Транскрипція | Український переклад з дослівного російського | Український переклад Мойсея Фішбейна |
| 1-й куплет | 1-й куплет | 1-й куплет | 1-й куплет |
| --- | --- | --- | --- |
| אוויר הרים צלול כיין וריח אורנים נישא ברוח הערבים עם קול פעמונים ובתרדמת אילן ואבן שבויה בחלומה העיר אשר בדד יושבת ובליבה חומה           | Авір hарім цалуль ка-яїн Ве-реах оранім Ніса бе-руах ha-арбаїм Ім коль паамонім У-в-тардемат ілан ва-евен Швуя ба-халома ha-ір ашер бадад йошевет У-ве-ліба хома                   | Гірське повітря чисте як вино, і запах сосен розноситься вітром у сутінках зі звуком дзвонів. І уві сні з дерева та каменю, закуте у свій сон — місто, яке сидить самотньо, А в серці його — стіна.                                   | Повітря гір — вино духмяне, Таке п'янке вино Там, де глицевий вітер тане, О, дзвінна далино. О, сниво в дереві й камінні — Занурене у сни, Завмерло Місто в самотині, Схилилось до Стіни. |
| приспів | | | |
| ירושלים של זהב ושל נחושת ושל אור הלא לכול שיריך אני כינור ירושלים של זהב ושל נחושת ושל אור הלא לכול שיריך אני כינור                      | Йєрушалаїм шель заhав Ве-шель нехошет ве-шель ор hало лєхоль шираїх ані кінор Йєрушалаїм шель заhав Ве-шель нехошет ве-шель ор hало лєхоль шираїх ані кінор                        | Єрусалим із золота, з міді та світла, Чи не справді, я — скрипка для всіх твоїх пісень. Єрусалим із золота, з міді та світла, Чи не справді, я — скрипка для всіх твоїх пісень.                                                       | Єрусалиме золотий, Моя любове осяйна, Либонь, я звук твоєї арфи, Її струна. Єрусалиме золотий, Моя любове осяйна, Либонь, я звук твоєї арфи, Її струна.                                   |
| 2-й куплет | | | |
| איכה יבשו בורות המים כיכר השוק ריקה ואין פוקד את הר הבית בעיר העתיקה ובמערות אשר בסלע מיללות רוחות ואין יורד אל ים המלח בדרך יריחו       | Ейха йавшу борот ha-маїм, Кікар ha-шук рейка, Ве-ейн покед ет hap ha-баїт Ба-ір ha-атіка. У-в-меарот ашер ба-села Меялелот рухот, Ве-ейн йоред эль Ям ha-мелах Бе-дерех Йєріхо.    | Як висохли твої колодязі, і спорожніла базарна площа, і ніхто не відвідує Храмову гору у Старому місті. І в гірських печерах виють вітри, і ніхто не спускається до Мертвого моря Єрихонською дорогою.                                | Вже ані сліду до майдана, Криниці без води, І вже Храмина богодана Забула всі сліди. І у печерах вітер з горя Застогне де-не-де, І Єрихонський шлях до моря Нікого не веде.               |
| 3-й куплет | | | |
| אך בבואי היום לשיר לך ולך לקשור כתרים קטונתי מיצעיר בניך ומאחרון המשוררים כי שמך צורב את־השפתים כנשיקת שרף אם אשכחך ירושלים אשר כולה זהב | Ах бе-вої ha-йом лашир лах Ве-лах лікшор ктарім Катонті мі-цеїр банаїх У-ме-ахрон ha-мшорерім. Кі шмех цорев ет ha-сфатаїм Ке-нешикат сараф Ім ешкахех Йєрушалаїм Ашер кула заhав… | Але, прийшовши сьогодні оспівати тебе і надіти на тебе твою корону, я став найменшим з юних дітей твоїх і останнім з поетів. Тому що твоє ім'я обпікає губи, як поцілунок серафима Якщо я забуду тебе, Єрусалиме, який весь — золото… | Тебе я славитиму нині І простягну вінець, Твій син молодший без гордині, Останній твій співець. Твоє ім'я неопалиме Пече мені вуста. »…забуду я, Єрусалиме…". Любове золота!              |
| 4-й куплет | | | |
| חזרנו אל בורות המים לשוק ולכיכר שופר קורא בהר־הבית בעיר העתיקה ובמערות אשר בסלע אלפי שמשות זורחות נשוב נרד אל ים המלח בדרך יריחו         | Хазарну ель борот ha-маїм Ла-шук ве-ла-кікар, Шофар коре бе-hap ha-баїт Ба-ір ha-атіка. У-в-меарот ашер ба-села Альфей шмашот зорхот. Нашув нєрєд ель Ям ha-мелах Бе-дерех Йєріхо! | Повернулися ми до твоїх криниць, на площу і базар, Шофар звучить на Храмовій горі у Старому місті. І в гірських печерах сяють тисячі сонць. І знову ми спустимося до Мертвого моря Єрихонською дорогою!                               | Ми до криниць і до майдана Вернулись не дарма: Там, де Храмина богодана, Уже сурмить сурма. Все променисте, все прозоре В печерах і в полях, І перед нами наше море І Єрихонський шлях.   |

## Інші версії. Успіх
Багато артистів записали свої версії пісні.
- Ізраїльська співачка Офра Хаза виконала одну з найпопулярніших версій пісні на святкуванні 50-річчя Ізраїлю Pa'amonei HaYovel (Ювілейні дзвони) у 1998 році.
- Клаус Майне, вокаліст популярної рок-групи Scorpions, записав кавер на пісню разом з ізраїльтянкою Лієль Колет[ru].
- Грецький співак Деміс Руссос також записав версію пісні, хоча значно змінив мелодію.
- Рок-група Phish[ru] також виконує пісню в турне і записала її на свій альбом «Hoist» (1994).
- Бразильський співак і виконавець Роберто Карлос записав португальську кавер-версію в 2011 і навіть заспівав куплет і приспів в оригіналі на івриті.

Пісня була включена до саундтреку фільму Список Шиндлера і чується в його кінці (крім версії для ізраїльського прокату): тоді, коли врятовані євреї залишають табір і йдуть пагорбом у сторону довколишнього міста. Оркестровка виконана композитором Джоном Вільямсом. Початкові ізраїльські глядачі були здивовані використанням цієї пісні, написаної за 22 роки після голокосту і ніяк не пов'язаної з предметом фільму. Після цього вона була замінена для ізраїльських глядачів піснею Хани Сенеш Eli, Eli.
Пісня набула величезного успіху, була обрана в Ізраїлі «піснею року», і першого ж року розійшлася близько трьомастами тисячами платівок, що є рекордом продажів за всю історію Ізраїлю. У тому ж році депутат Кнесету Урі Авнері уніс законопроєкт про надання «Золотому Єрусалимові» статусу гімну Ізраїлю. Хоча законопроєкт так і не був розглянутий, цей факт свідчить про популярність пісні в народі. Вона також була перекладена багатьма мовами світу.
У 1998 році, на святкуванні 50-річчя Ізраїлю, пісня була визнана найважливішим музичним твором єврейської культури. Десять років потому, коли відзначалося шістдесятиріччя Ізраїлю, на Першому каналу ізраїльського телебачення в прямому ефірі пройшла святкова програма, в якій глядачі та журі обрали «Пісню 60-річчя», а також «Співака…», «Співачку…» і «Групу 60-річчя». Пісня «Золотий Єрусалим», виконана на цьому вечорі Давидом д'Ором, зайняла перше місце з 12-ти як у глядацькому голосуванні, так і за рішенням журі і стала «Піснею 60-річчя» та офіційною піснею Ізраїлю під час урочистостей з нагоди 60-ї річниці утворення єврейської держави.
Літературний переклад українською мовою зробив Мойсей Фішбейн.